# Museo Polaco de Aviación

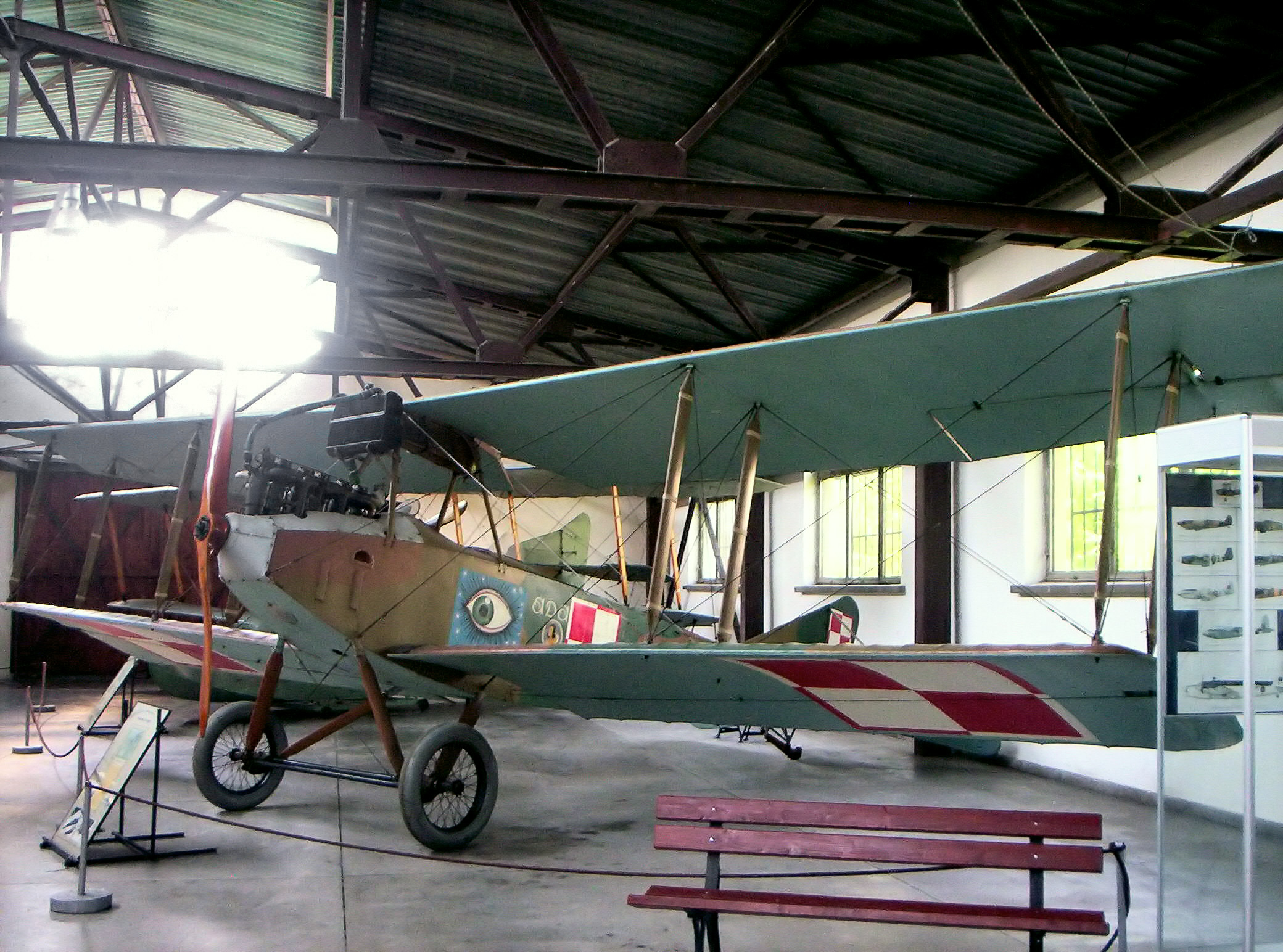
Albatros B.II.

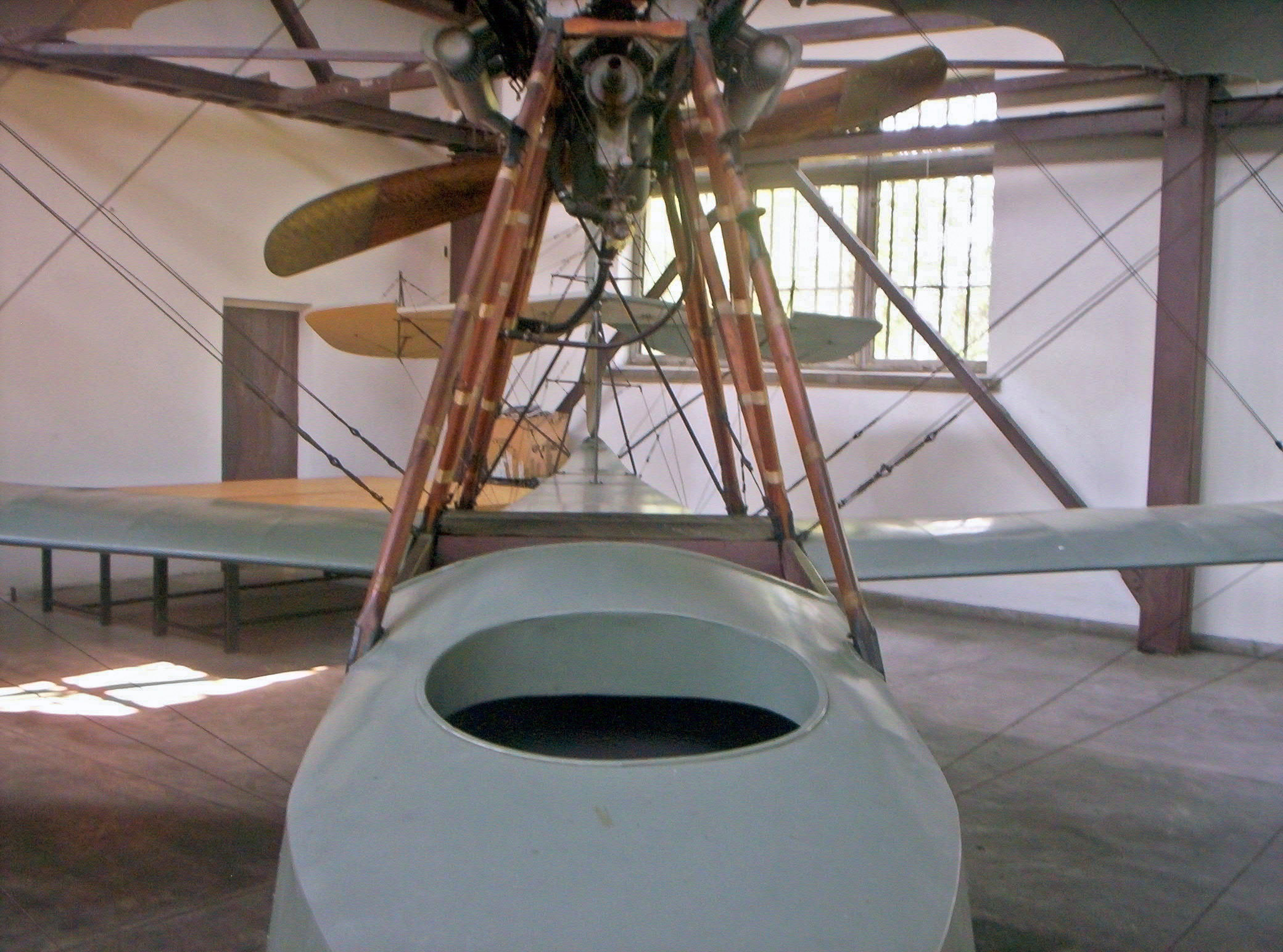
Grigorovich M-15.

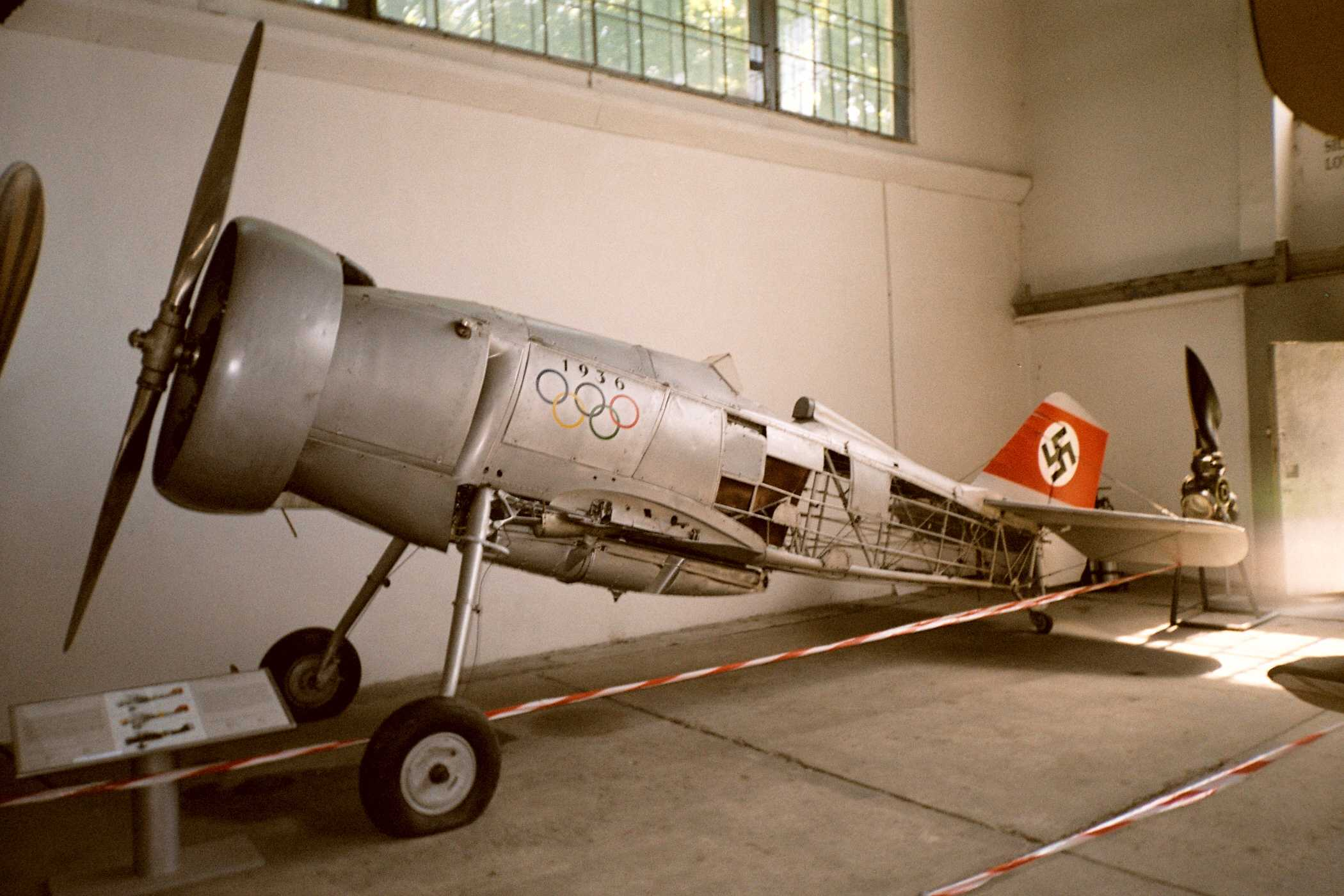
Curtiss Export Hawk II.

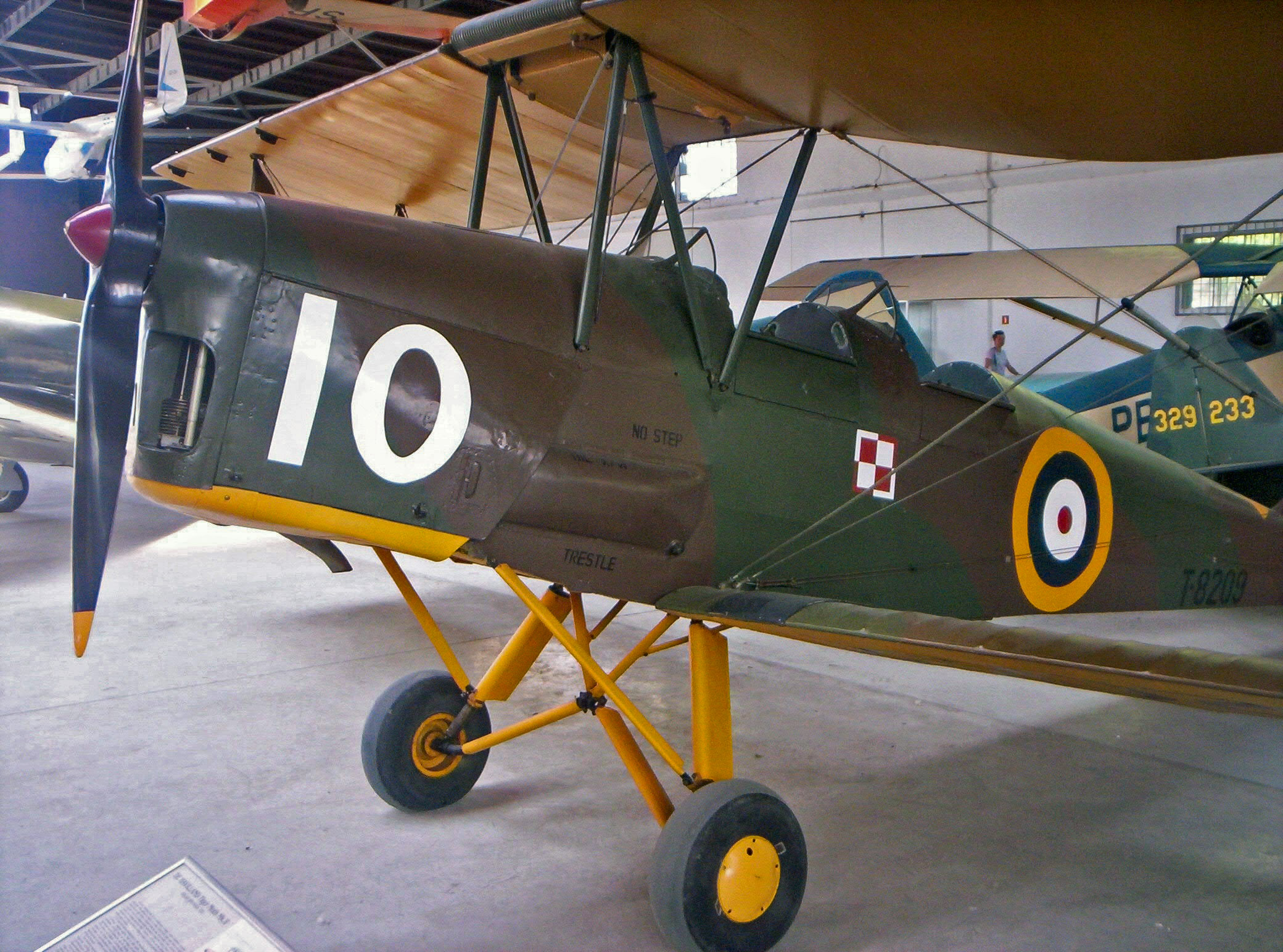
De Havilland 82A Tiger Moth II.

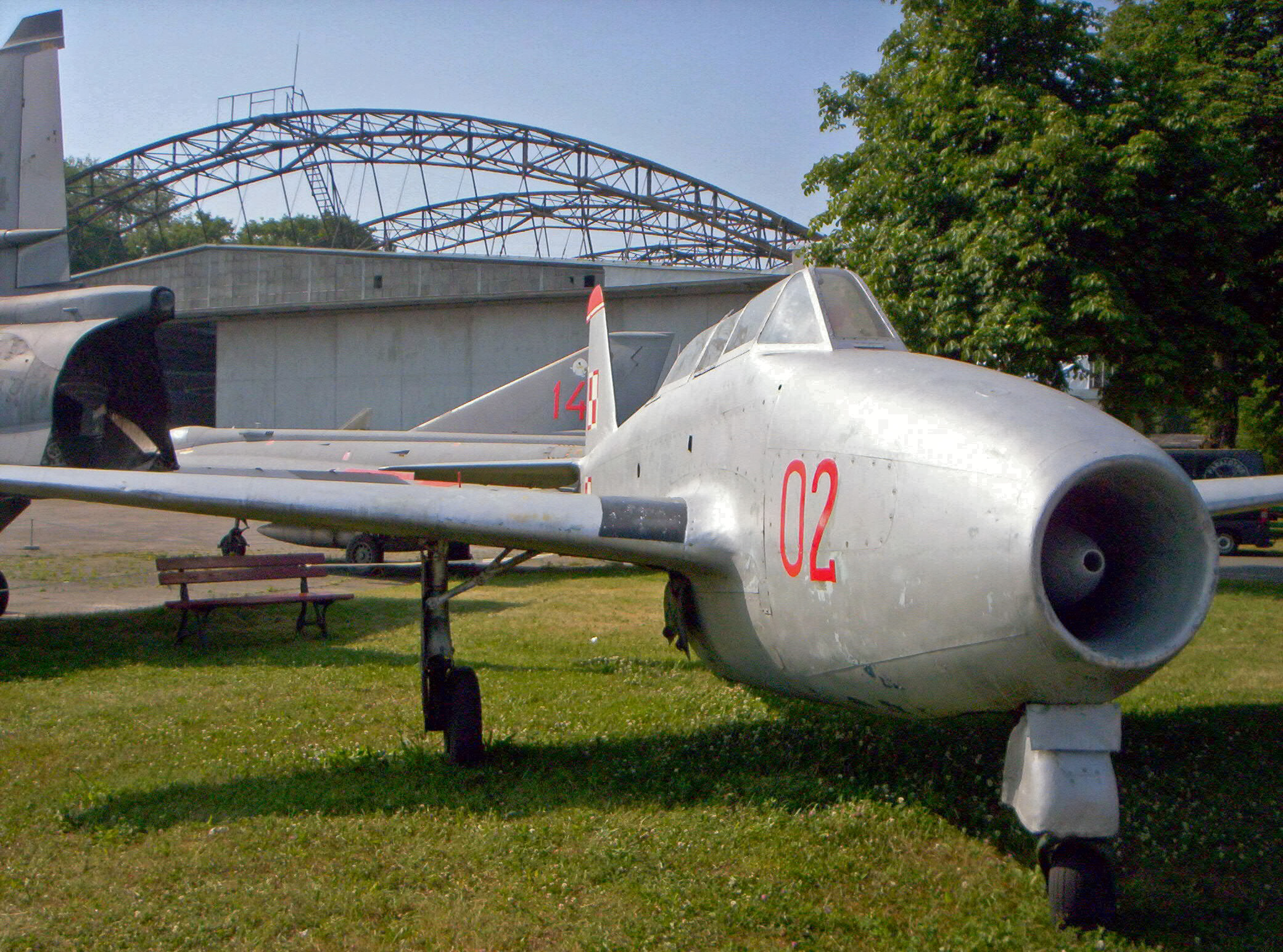
Jak-17UTI.

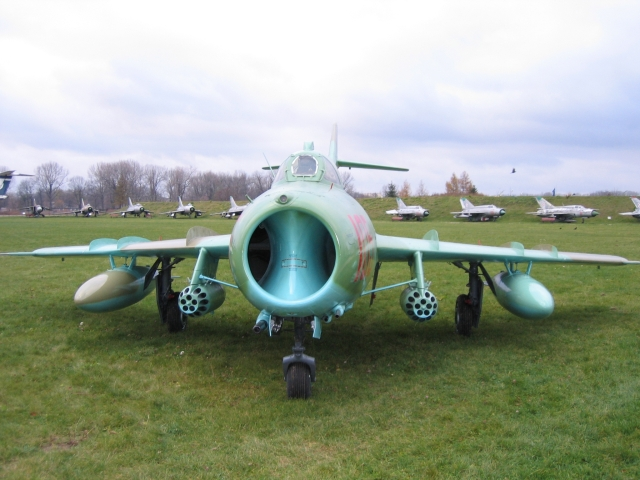
Lim-6 bis.

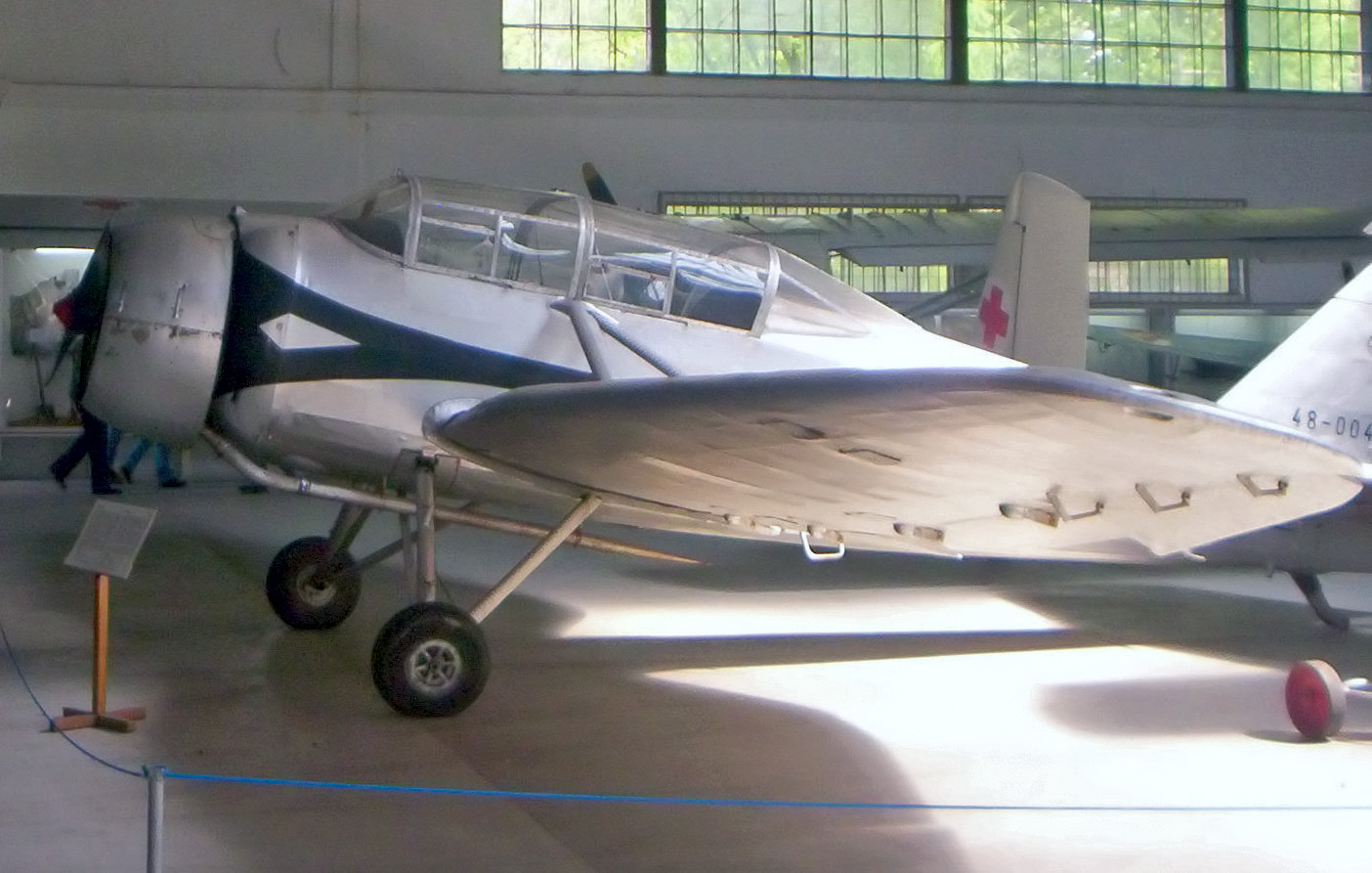
LWD Szpak-4T.

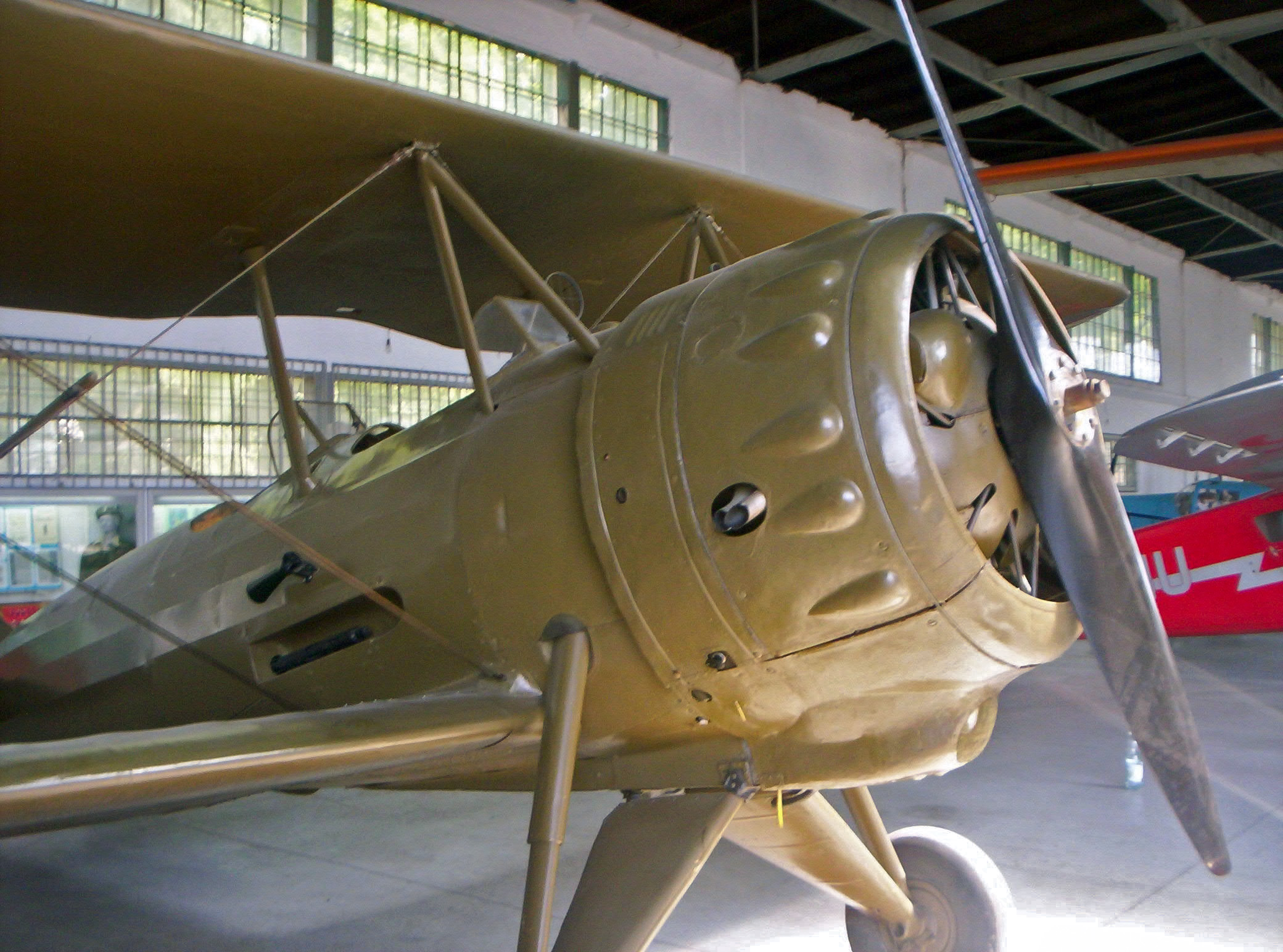
PWS-26.

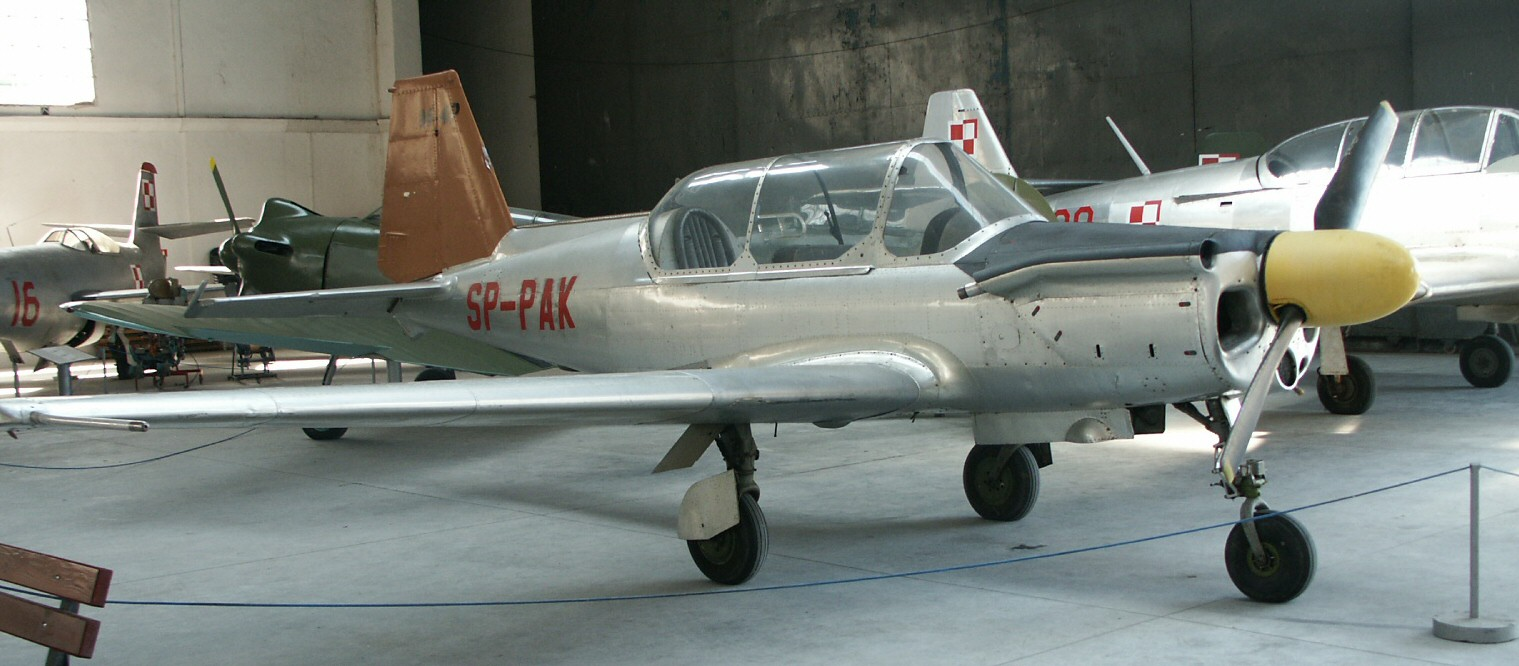
PZL M-4 Tarpan.

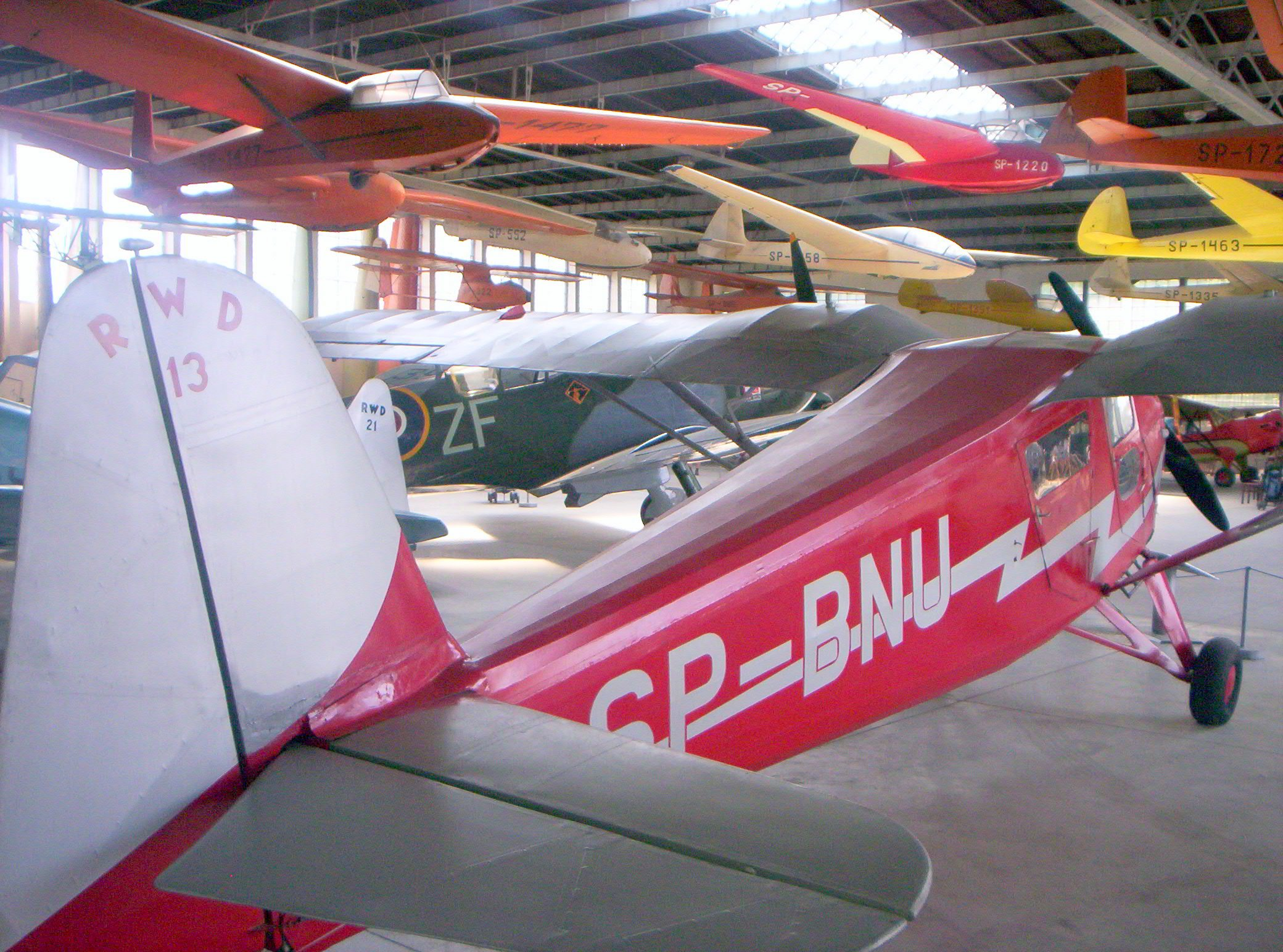
RWD-13.

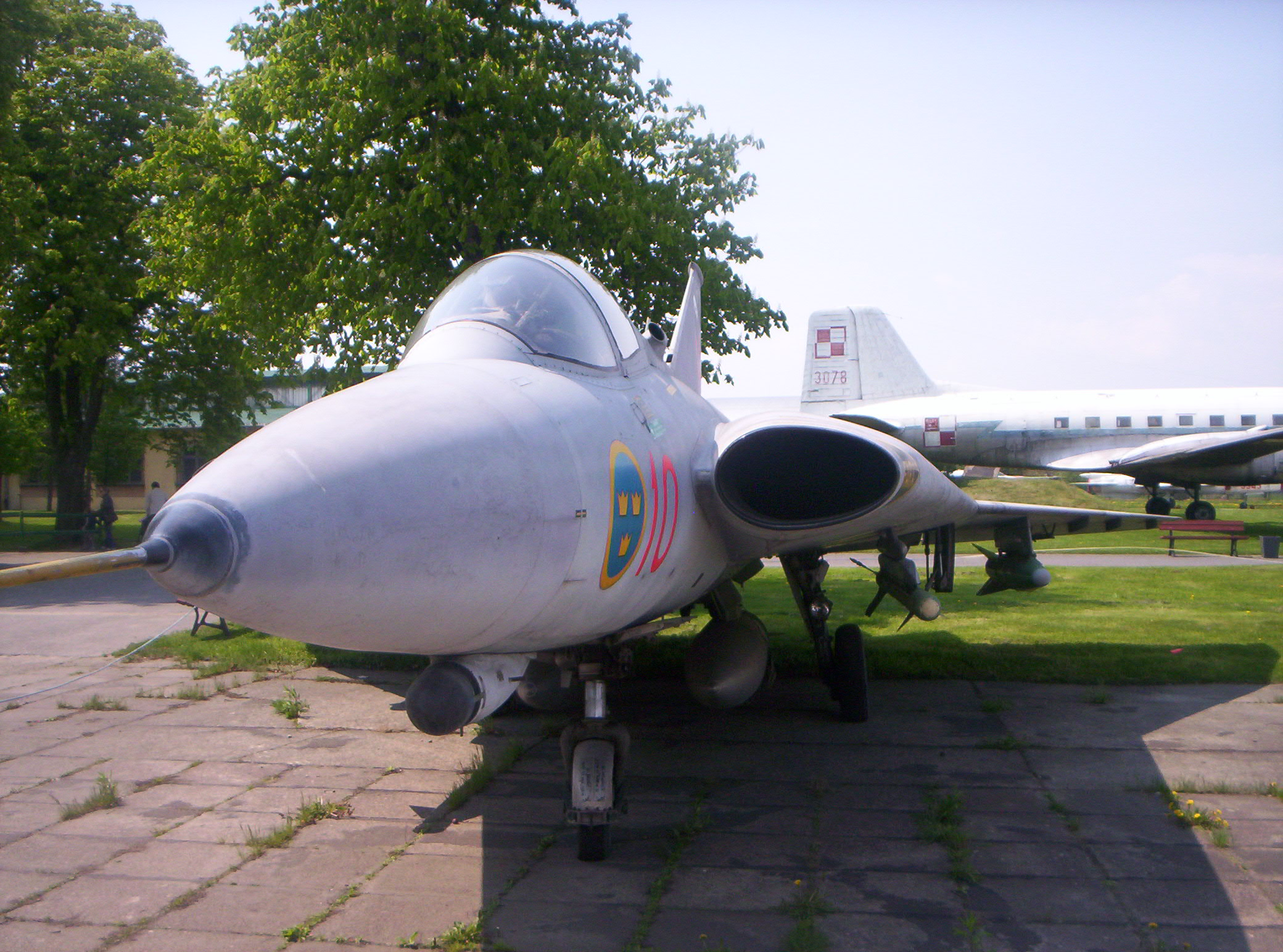
SAAB J 35J Draken.

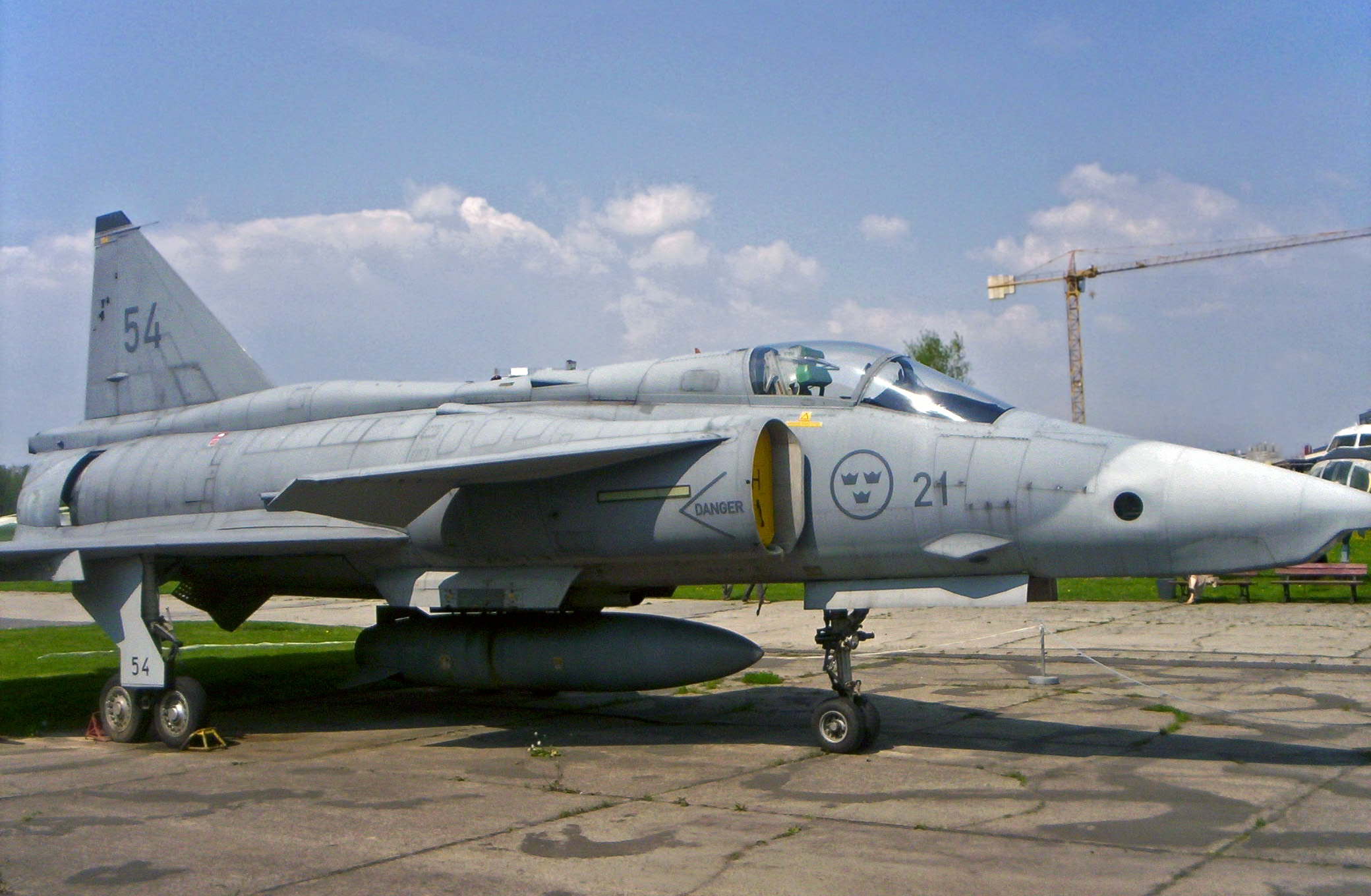
SAAB AJSF 37 Viggen.

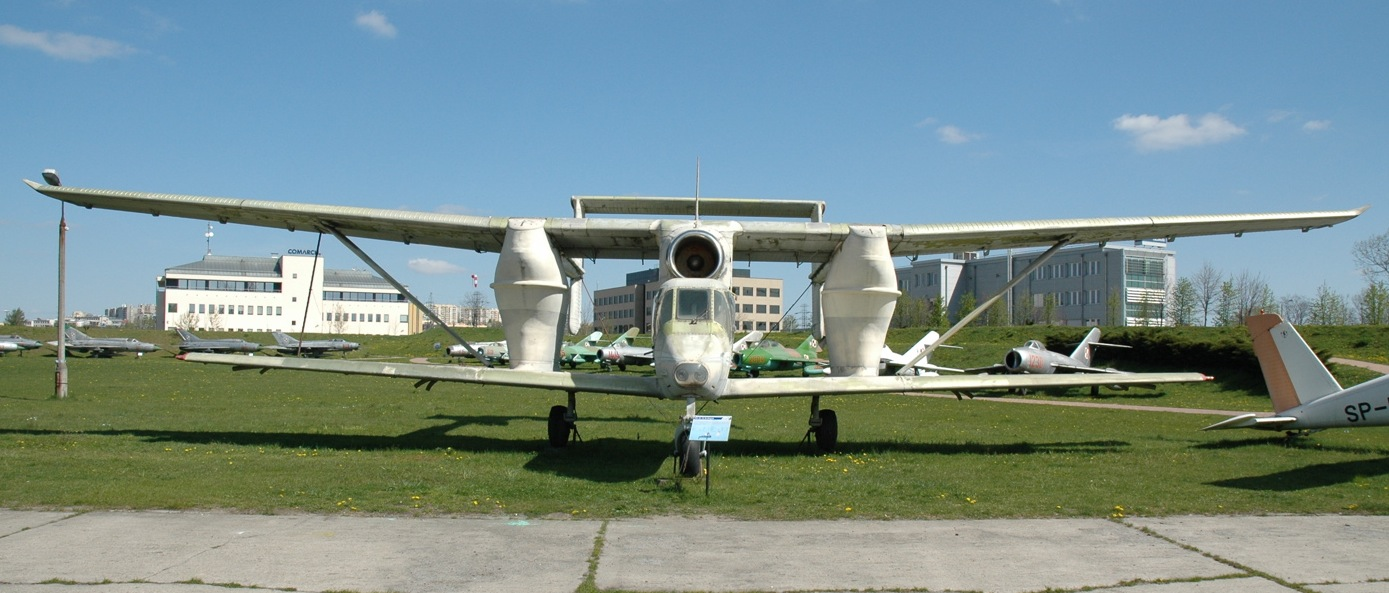
WSK-Mielec M-15 (Belphegor).

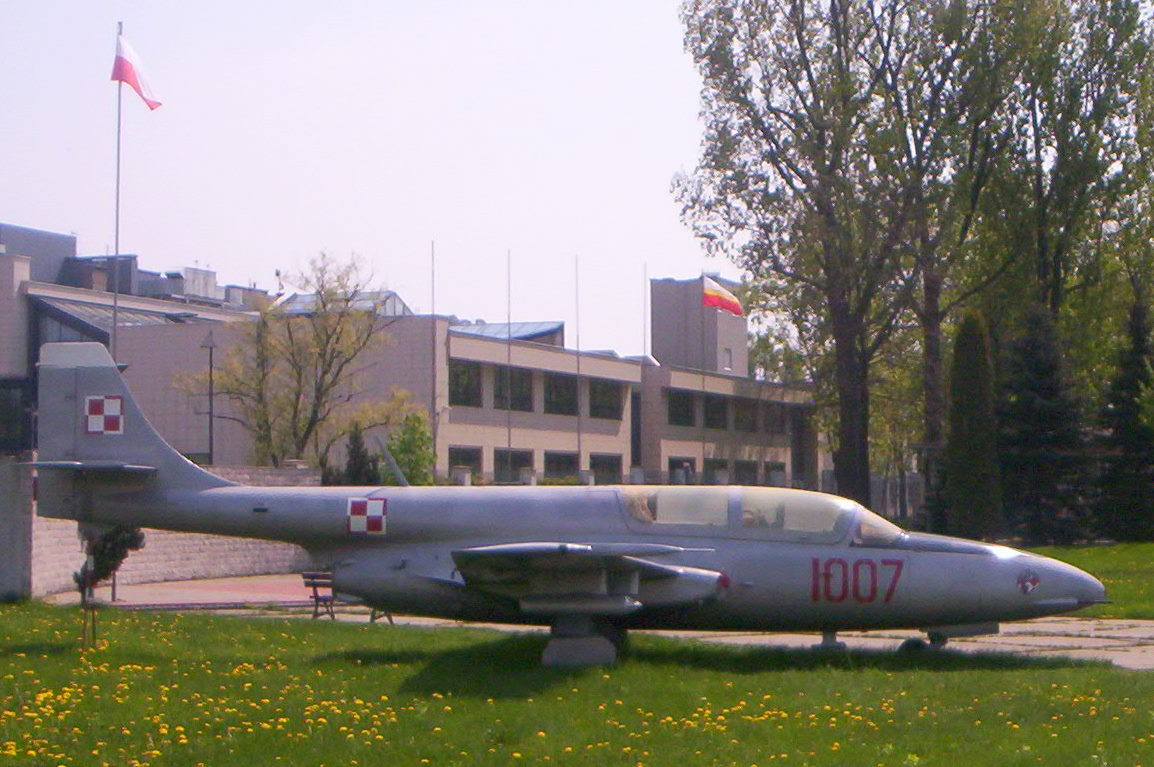
TS-11 Iskra.

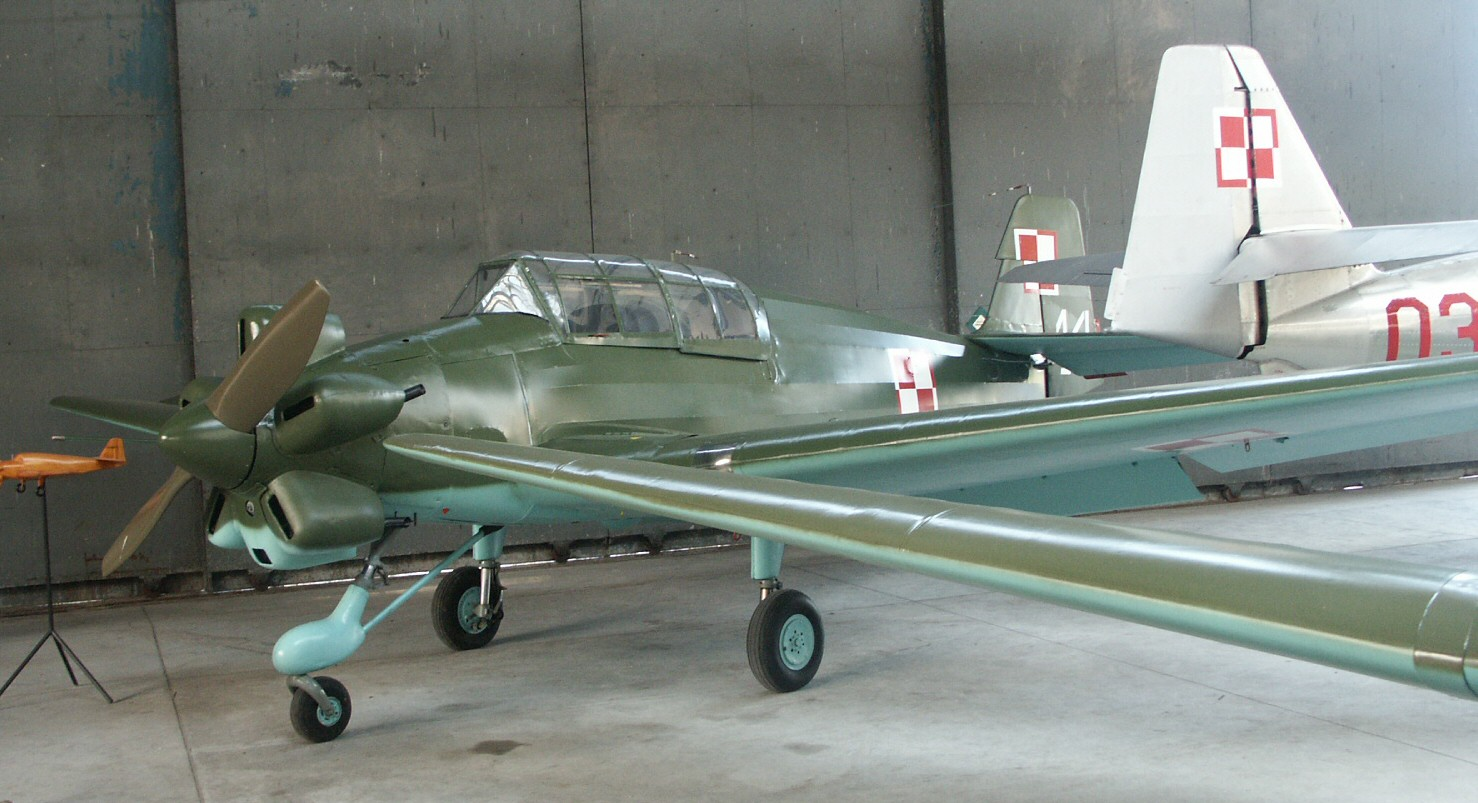
WSK TS-9 Junak 3.

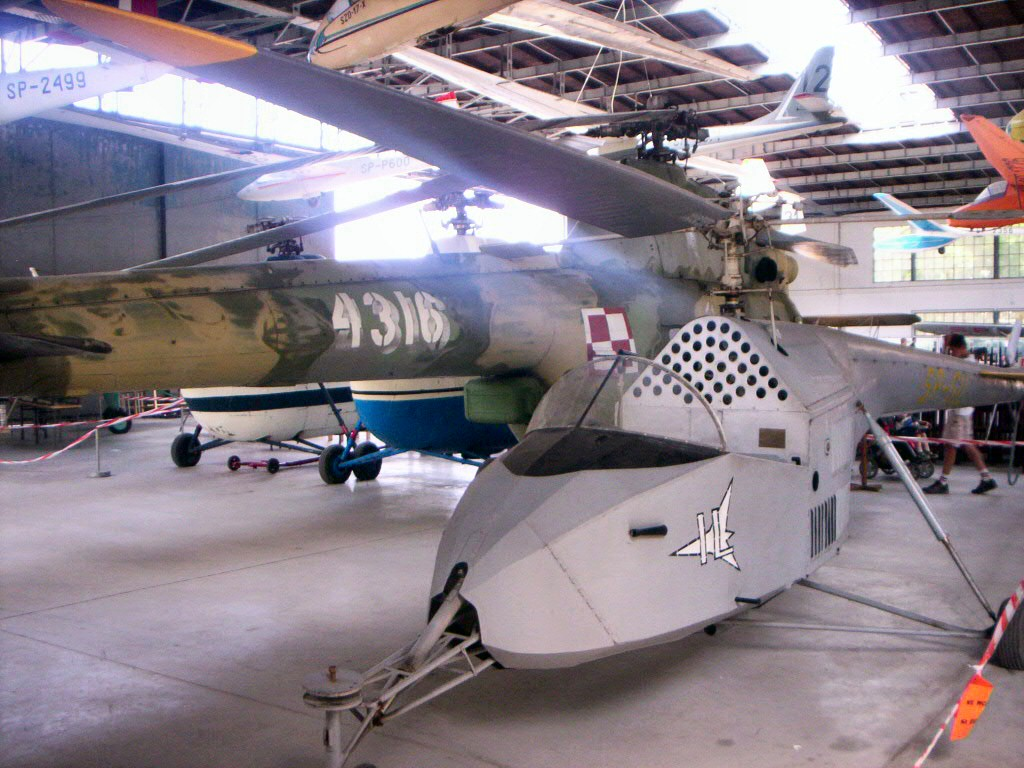
BŻ-1 GIL (SP-GIL).

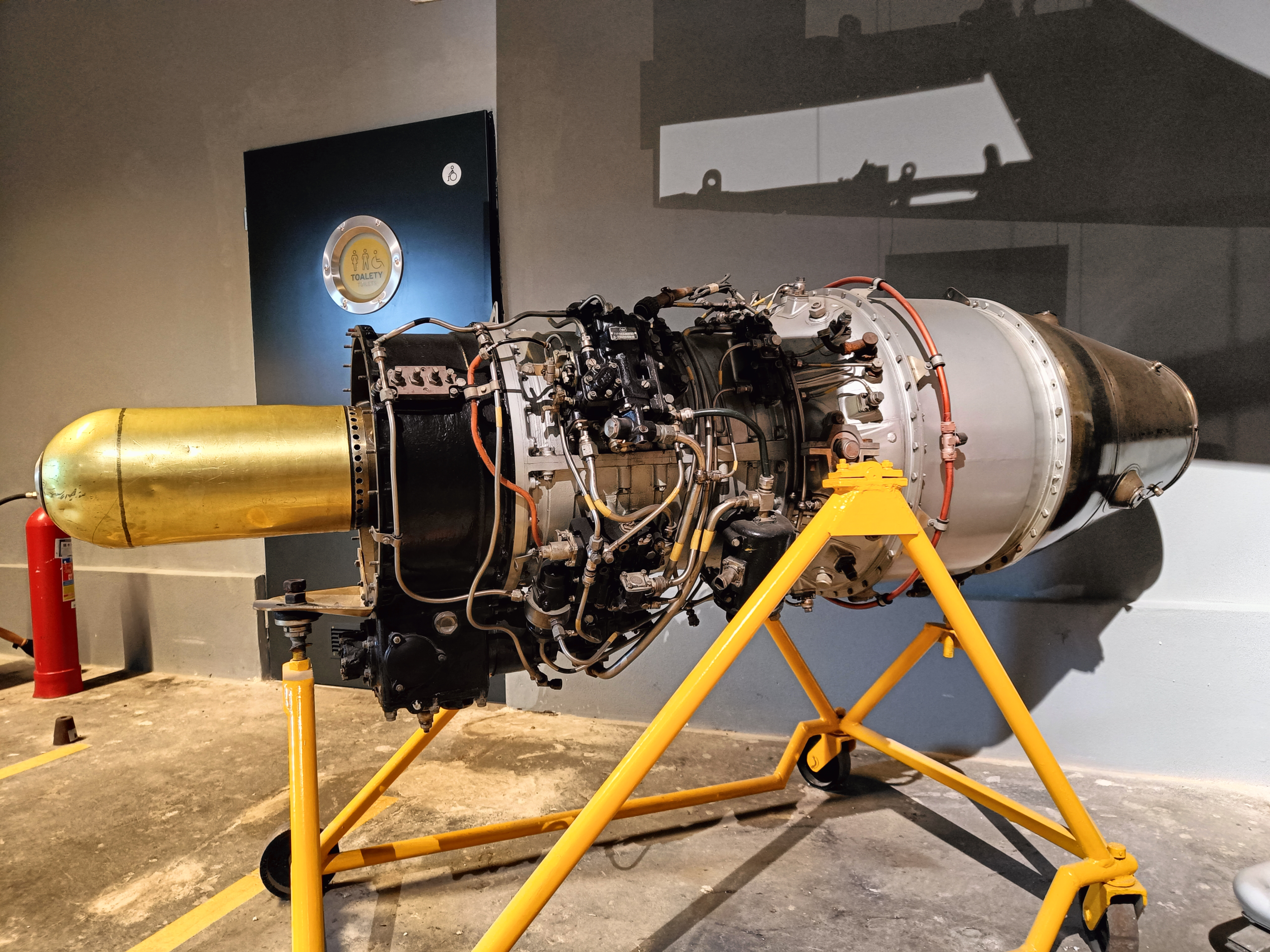
SO-1.

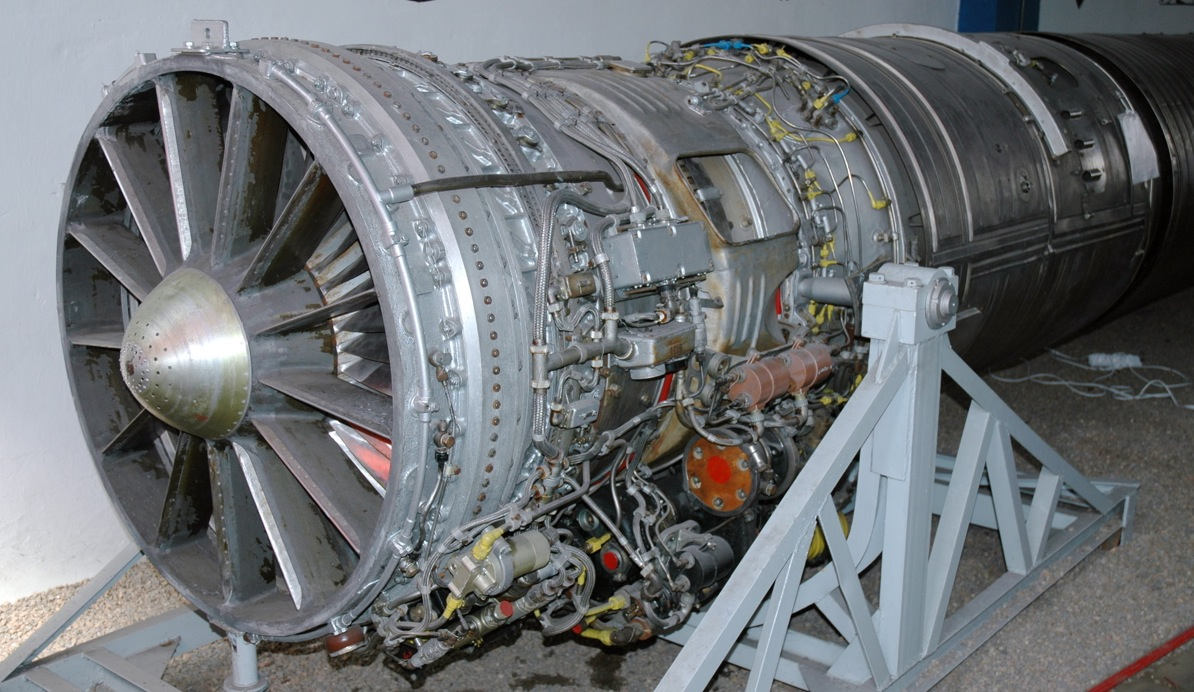
Lyulka AL-7F.

El Museo Polaco de aviación (en polaco: Muzeum Lotnictwa Polskiego w Krakowie) es un museo dedicado a la aviación antigua y a motores de avión ubicado en Cracovia, Polonia. Está ubicado en el sitio en donde se ubicaba el antiguo aeropuerto Kraków-Rakowice-Czyżyny. 

## Colección

### Aviones
- Aero Ae-145
- Aero L-60 Brigadýr
- Albatros B.II
- Albatros C.I
- Albatros H.1
- Avia B.33 (Ilyushin Il-10)
- Aviatik C.III
- Blériot XI
- Bücker Bü 131 Jungmann
- Cessna A-37B Dragonfly
- Cessna UC-78A Bobcat
- Curtiss Export Hawk II
- Dassault Mirage 5
- De Havilland 82A Tiger Moth II
- DFW C.V
- Farman IV
- Grigorovich M-15
- Halberstadt CL.II
- Ilyushin Il-14S (VEB)
- Ilyushin Il-28R
- Ilyushin Il-28U
- Yakovlev Yak-11
- Yakovlev Yak-12
- Yakovlev Yak-17UTI (Jak-17W)
- Yakovlev Yak-18
- Yakovlev Yak-23
- Yakovlev Yak-42
- Let L-200A Morava
- Levavasseur Antoinette
- LFG Roland D.VI
- Lisunov Li-2 (lic. Douglas DC-3)
- Lockheed F-104 Starfighter
- LVG B.II
- LWD Szpak-2
- LWD Żuraw
- Mikoyan-Gurevich MiG-19 PM
- Mikoyan-Gurevich MiG-21 F-13
- Mikoyan-Gurevich MiG-21 MF
- Mikoyan-Gurevich MiG-21 bis
- Mikoyan-Gurevich MiG-21 PF
- Mikoyan-Gurevich MiG-21 PFM
- Mikoyan-Gurevich MiG-21 R
- Mikoyan-Gurevich MiG-21 U
- Mikoyan-Gurevich MiG-21 UM
- Mikoyan-Gurevich MiG-21 US
- Mikoyan-Gurevich MiG-23 MF
- Mikoyan-Gurevich MiG-29
- North American T-6G Texan
- Northrop F-5E Tiger II
- Piper L-4A Grasshopper
- Polikarpov Po-2 LNB
- PWS-26
- WSK-Mielec M-15 Belphegor
- PZL M-4 Tarpan
- PZL P.11c
- PZL S-4 Kania 3
- PZL Szpak 4T
- PZL-104 Wilga
- PZL-105 Flaming
- PZL-106A Kruk
- PZL-130 Orlik
- RWD-13
- RWD-21
- Saab J 35J Draken
- Saab AJSF37 Viggen
- Hawker Siddeley Harrier GR.3
- Sopwith F.1 Camel
- Sujoi Su-7 BKL
- Sujoi Su-7 BM
- Sujoi Su-7 UM
- Sujoi Su-20
- Sujoi Su-22 M4
- Supermarine Spitfire LF Mk XVIE
- Tupolev Tu-134A
- Túpolev Tu-2S
- WSK Lim-1
- WSK Lim-2
- WSK Lim-5
- WSK Lim-6bis
- WSK Lim-6M
- WSK Lim-6MR
- WSK MD-12F
- WSK SB Lim-2
- WSK SB Lim-2A
- TS-11 Iskra bis B
- TS-8 Bies
- WSK TS-9 Junak 3
- Zlin Z-26 Trener

### Planeadores
- IS-1 Sęp bis
- IS-3 ABC
- IS-4 Jastrząb
- IS-A Salamandra
- IS-B Komar 49
- IS-C Żuraw
- S-1 Swift
- SZD-6X Nietoperz
- SZD-8 bis Jaskółka
- SZD-9 bis Bocian 1A
- SZD-10 bis Czapla
- SZD-12 Mucha 100
- SZD-15 Sroka
- SZD-17X Jaskółka L
- SZD-18 Czajka
- SZD-19-2A Zefir 2A
- SZD-21 Kobuz 3
- SZD-22 Mucha Standard
- SZD-25A Lis
- SZD-43 Orion
- WWS Wrona bis
- WWS-2 Żaba

### Planeador del motor
- HWL Pegaz (SP-590)

### Helicópteros
- BŻ-1 GIL
- BŻ-4 Żuk
- JK-1 Trzmiel
- Mil Mi-4 A
- Mil Mi-4 ME
- WSK Mi-2 URP
- WSK Mi-2Ch
- WSK SM-1 (licence Mil Mi-1)
- WSK SM-2

### Motores de aviación
- AI-14R
- AI-24WT
- Alfa Romeo 126 RC 34
- Argus As 10c
- Argus As 410
- Argus As 5
- Argus As 7
- Argus As 8
- Armstrong Siddeley Genet
- Austro-Daimler DM 200
- Avia M-332
- Avia M-337
- Benz Bz IVd
- BMW 132 Z
- BMW 801 D2
- BMW IIIa
- Bramo 323 Fafnir
- Breda (lic. SPA 6a)
- Bristol Cherub I
- Bristol Pegasus X
- Clerget Blin 9B
- Daimler-Benz DB 600 G
- Farman 12 WE
- Farman 9 EFR
- Gnome-Rhone 9KRd Mistral
- Gnome-Rhone Jupiter 9Ab
- GTD-350
- Hirth HM 504A
- Hirth HM 508
- Hirth HM 60R
- Hispano-Suiza 12X
- Hispano-Suiza 82
- Isotta Fraschini Bianchi V 4B
- Junkers Jumo 205
- Junkers Jumo 211
- Junkers L 8
- Klimow M-103
- Klimov VK-105 PF
- Le Rhône 9
- Liberty L-12
- LIT-3 (lic. Ivchenko AI-26)
- Lorraine-Dietrich 12 EB
- Lyulka AL-7F
- Maybach HSLU
- Maybach Mb.IV
- Mercedes Benz F-7502
- Mercedes D.IIIa
- Mercedes D IVa
- Mercedes D IVb
- Mercedes E 4F
- Mikulin AM-34
- Mikulin AM-35A
- Mikulin AM-42
- Mikulin AM-38F
- NAG C III
- Praga Doris 208B
- Pratt & Whitney R-1830
- Pratt & Whitney R-2800
- PZInż. Junior
- PZInż. Major Typ 4
- PZL Pegaz II
- PZL Pegaz VIII
- PZL WN-3
- R-11
- R-13
- R-27
- RAF 3A Napier
- RAF 4A Daimler
- RD-10A
- RD-500
- RD-9B
- Renault 12FE
- Renault 6Q11
- Rolls-Royce Eagle Mk IX
- Rolls-Royce Kestrel II S
- Rolls-Royce Merlin Mk XX
- 9D21
- R-11 (SCUD)
- Salmson 9 AD
- Salmson Z-9
- Siemens-Halske Sh 14
- Wójcicki's ramjet engine
- Sunbeam Mohawk
- Shvetsov ASh-21
- Shvetsov ASh-62 IR
- Shvetsov ASh-82 FN
- Shvetsov M-11 D
- Shvetsov M-11 FR
- Walter HWK 109-501
- Walter HWK 109-507
- Walter Minor 4-III
- Walter Mistral K-14
- Wright R-2600-23 Cyclone 14
- Wright Whirlwind R-975
- WSK Lis-2
- WSK NP-1
- WSK SO-1